# Centistidea fereta
Centistidea fereta är en stekelart som först beskrevs av Papp och Chou 1996.  Centistidea fereta ingår i släktet Centistidea och familjen bracksteklar. Inga underarter finns listade.